# Primano
Primano (in sloveno e in tedesco Prem) è un paese nel Carso della Slovenia, frazione del comune di Bisterza.  Il nome dell'insediamento deriva dalla fortificazione romana che era presente in zona, Castra Prima.

Nell'insediamento (naselje) è inoltre presente l'agglomerato di Potok.

## Geografia fisica
La località giace su di un costone sopra il fiume Timavo superiore (Reka), nel margine settentrionale dei colli Birchini a 475 metri s.l.m. ed a 34 chilometri dal confine italiano.

Le alture principali sono: Reber, 505 m; Vintarjev vrh, 509 m; Buben, 407 m.

## Monumenti e luoghi d'interesse
La chiesa del paese è dedicata a sant'Elena e si trova vicino al castello (Grad Prem) risalente al Duecento.

Sul finire del secolo XIV, il castello di Primano fece parte della signoria dei conti di Duino, un tempo vassalli del Patriarcato di Aquileia; nel 1395 si estinse la famiglia dei conti di Duino con Ugo di Duino (primo capitano austriaco di Trieste) e la contea passò all'Austria che ne investì i signori di Walsee.

Dal 1840 il castello funse da corte di giustizia, prigioni e distretto amministrativo. Il suo ultimo proprietario, dal 1927, fu il medico triestino Bruno Zucculin.

Dopo la guerra fu nazionalizzato e dal 1970, e soprattutto dal 2008, ha subito dei lavori di restauro che ne hanno permesso l'odierna accessibilità turistica.

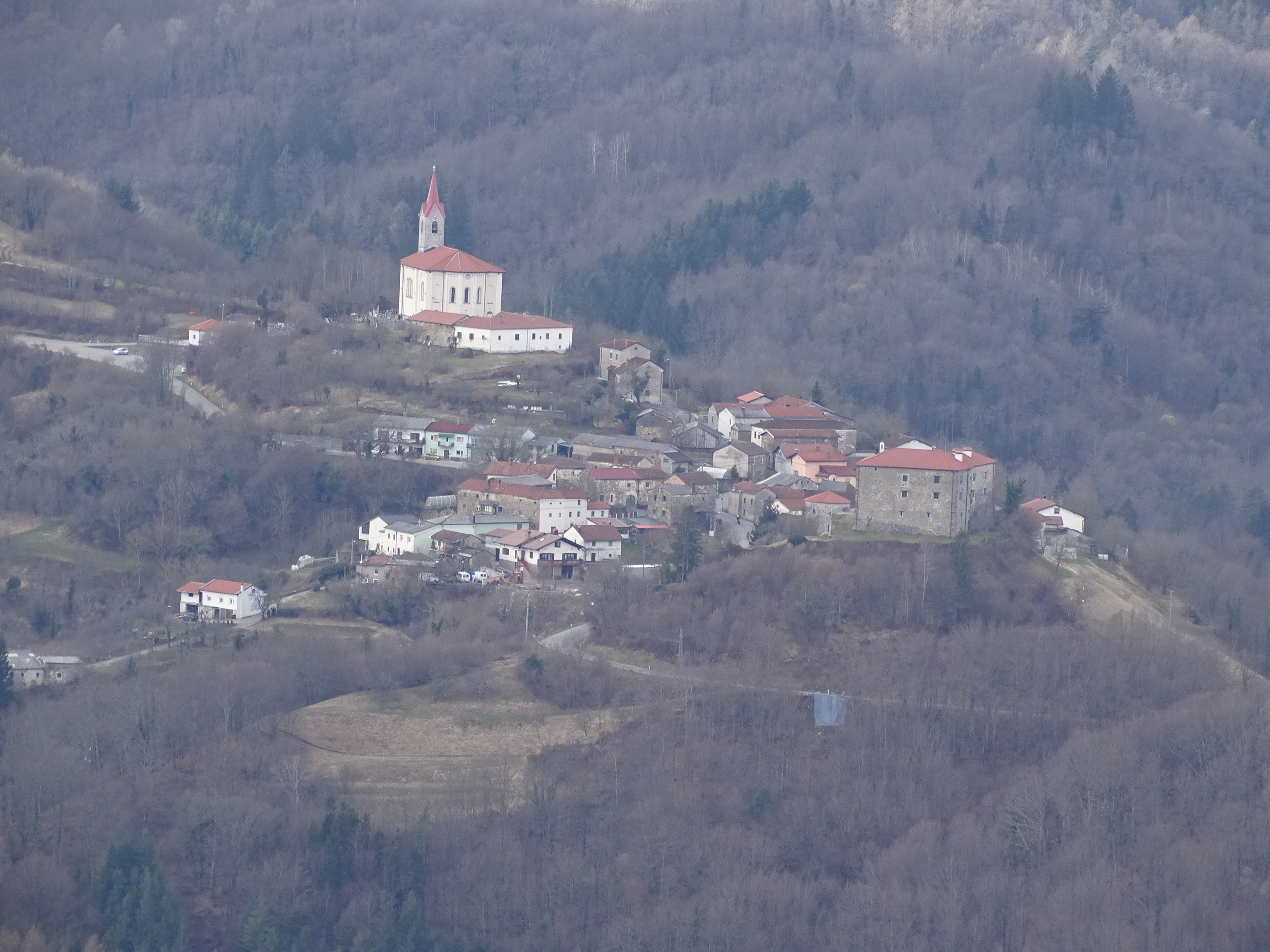

## Geografia antropica
Durante il dominio asburgico Primano fu comune autonomo.

Primano apparteneva storicamente alla Carniola, come comune autonomo inserito nel distretto di Bisterza. Prima del trattato di Rapallo, firmato nel 1920, il comune di Primano, nel distretto di Bisterza, faceva parte della Carniola interna, con i distretti di Blocche, Borgovecchio di Olisa, Circonio, Idria, Longatico, Nauporto, Postumia, San Pietro del Carso, Senosecchia e Vipacco. Fu parte dello storico territorio asburgico di Carniola. Il centro tradizionale della regione è Postumia. Dopo la prima guerra mondiale passò, come tutta la Venezia Giulia, al Regno d'Italia; e il comune venne inserito nel circondario di Volosca-Abbazia della provincia dell'Istria. L'anno successivo passò alla nuova provincia del Carnaro. Dal 1924 al 1947 fu comune della provincia di Fiume e comprendeva gli insediamenti di Bittigne di Sopra (Gornja Bitnja), Bittigne di Sotto (Dolnja Bitnja) nonché gli ex comuni (aggregati nel 1924) di Berdo San Giovanni (Janeževo Brdo), Ceglie (Čelje), Monte Chilovi (Kilovče), Ratecevo in Monte (Ratečevo Brdo) e Smeria (Smrje) ora nel comune di Villa del Nevoso.

### Frazioni nel 1936
Nel 1936 il vecchio comune di Primano (provincia di Fiume) aveva una popolazione totale di 1.455 residenti ed era suddiviso in 7 frazioni:
| Comuni, frazioni e abitati              | popolazione residente in complesso | popolazione residente dei centri | popolazione residente delle case sparse |
| --------------------------------------- | ---------------------------------- | -------------------------------- | --------------------------------------- |
| Primano (comune)                        | 1.455                              | 1.300                            | 155                                     |
| Primano                                 | 380                                | 377                              | 3                                       |
| Berdo San Giovanni                      | 91                                 | 91                               | --                                      |
| (Bittigne di Sopra e) Bittigne di Sotto | 221                                | 144                              | 77                                      |
| Ceglie                                  | 241                                | 220                              | 21                                      |
| Monte Chilovi                           | 156                                | 117                              | 39                                      |
| Ratecevo in Monte                       | 85                                 | 82                               | 3                                       |
| Smeria                                  | 281                                | 269                              | 12                                      |